# Герд Бінніг
Герд Карл Бінніг (нім. Gerd Karl Binnig; нар. 20 липня 1947) — німецький фізик, лауреат Нобелівської премії з фізики за 1986 рік (спільно з Генріхом Рорером).

## Коротка біографія
Бінніг закінчив курси підготовки до університету (Abitur) в гімназії ім. Рудольфа Коха в 1966 р. в Оффенбаху-на-Майні.
У 1978 році він закінчив аспірантуру за темою «Тунельна спектроскопія надпровідних (SN)x» в університеті ім. І. В. Гете у Франкфурті.
Бінніг, спільно зі швейцарським вченим Генріхом Рорером, розробив у 1981 р. в дослідницькій лабораторії IBM в Цюриху (Швейцарія) скануючий тунельний мікроскоп. У 1983 р. він отримав за це премію Отто Клунга як найкращий молодий учений Німеччини.
У 1986 р. Бінніг, спільно з Рорером отримали половину Нобелівській премії з фізики. Іншу половину отримав Ернст Руска.
У 1985-1988 роках працював у Каліфорнії. Він працював в IBM в Сан-Хосе, Каліфорнія, а також був запрошеним професором у Стенфордському університеті.
У 1985 році Бінніг винайшов атомно-силовий мікроскоп, а Бінніг, Крістоф Гербер і Келвін Квейт продовжили розробку робочої версії цього мікроскопа для  поверхонь ізоляційних матеріалів.
У 1987 році Бінніга було призначено науковим співробітником IBM (IBM Fellow). У тому ж році він заснував фізичну групу IBM в Мюнхені, що займається питаннями творчості та атомно-силовою мікроскопією.
У 1994 році професор Герд Бінніг заснував компанію Definiens, яка у 2000 році перетворилася на комерційне підприємство. Компанія розробила Cognition Network Technology для аналізу зображень так само, як це здатні робити людське око і мозок.
2016 року Бінніг став лауреатом Премії Кавлі з нанонауки. Став членом Норвезькій академії наук.
На честь Герда Бінніга та Генріха Рорера названо Центр нанотехнологій Бінніга та Рорера, дослідницький центр компанії IBM у Рюшліконі, Цюріх.

## Публікації
- G. Binnig, H. Rohrer, C. Gerber, E. Weibel. Surface studies by scanning tunneling microscopy.  / / Phys. Rev. Lett. V. 49, № 1, S. 57 — 61 (1982).
- Г. Бінніг, Г. Рорер. Скануюча тунельна мікроскопія — від народження до юності: Нобелівська лекція.  [Архівовано 22 травня 2011 у Wayback Machine.] / / УФН, Т. 154, № 2 (1988).
- Г. Бінніг, Г. Рорер. Скануюча тунельна мікроскопія — від народження до юності: Нобелівська лекція. / / Атоми «очима» електронів. — М.: Знання, 1988.
- Aus dem Nichts. Über die Kreativität von Natur und Mensch.(1997), ISBN 3-492-двадцять одна тисяча чотириста вісімдесят шість-X